# Gravatar
Gravatar（英語：Globally Recognized Avatar）是一项用于提供在全球范围内使用的头像服务。只要你在Gravatar的服务器上上传了你自己的头像，你便可以在其他任何支持Gravatar的博客、论坛等地方使用它。

## 设计
在Gravatar上，用户可以用他们的电子邮件注册一个帐号，并且上传一个与之绑定的头像。许多流行的博客程序都支持Gravatar，包括Wordpress和Typecho等著名博客程序，当用户发布一个评论并填写了他的电子邮件地址时，博客程序会自动查找在Gravatar上是否有与之绑定的头像。如果有，则这个头像将会与评论一起显示出来。WordPress v2.5 开始原生地提供对Gravatar的支持。此外还有许多程序通过插件来支持Gravatar，例如论坛程序Discuz!。
一个Gravatar头像可以使用高达512像素的图片，并且默认地以80*80的尺寸显示出来。如果上传的头像不是这个尺寸，Gravatar会对头像进行缩放。使用者可以按照MPAA分级制度确定自己的头像级别，这样网站管理员可以在他们的站点上显示合适的头像。
为了防止用户的电子邮件地址遭到泄漏而收到大量垃圾邮件，Gravatar在传递用户的邮箱地址时采用的是通过MD5雜湊運算的邮件地址。

## 中国大陆屏蔽
从2011年8月起，gravatar.com 被中国大陆部分地区屏蔽，部分中国大陆用户访问博客时头像可能无法正确显示。2014年，网站被解封，页面访问正常。约2014年11月左右，网站再次被中国大陆屏蔽，部分中国大陆用户访问博客时头像无法正确显示。现时已被封锁，方式为DNS污染。

## 安全問題
2013 年，安全研究員Dominique Bongard （页面存档备份，存于）提出，他能夠通過使用 Gravatar URL 和開源 Hashcat 密碼破解工具，確定45%的電子郵件用於在法國知名政治論壇上發表評論。

## 註解
1. ↑  . Codex.wordpress.org.   [2009-12-10]. （原始内容存档于2011-07-08）.
2. ↑  . 江湖大虾仁.   [2010-01-21]. （原始内容存档于2010-01-11）.
3. ↑  . en.gravatar.com.   [2009-12-10]. （原始内容存档于2010-05-07）.
4. ↑  . www.i7086.com.   [2011-09-21]. （原始内容存档于2011-09-24）.